# Fred Schmidt
Frederick Weber (Fred) Schmidt (Evanston (Illinois), 23 oktober 1943) is een Amerikaans zwemmer.

## Biografie
Schmidt won tijdens de Pan-Amerikaanse Spelen 1963 de zilveren medaille op de 200m vlinderlslag.
Tijdens de Olympische Zomerspelen van 1964 won Schmidt de gouden medaille op de 4x100 meter wisselslag in een wereldrecord. Individueel won hij de bronzen medaille op de 200 meter vlinderslag.

## Internationale toernooien
| Jaar | Olympische Spelen                    | Pan-Amerikaanse Spelen |
| ---- | ------------------------------------ | ---------------------- |
| 1963 |                                      | 200m vlinderslag       |
| 1964 | 4x100m wisselslag · 200m vlinderslag |                        |

1960: McKinney, Hait, Larson, Farrell ·
1964: Mann, Craig, Schmidt, Clark ·
1968: Hickcox, McKenzie, Russell, Walsh ·
1972: Stamm, Bruce, Spitz, Heidenreich ·
1976: Naber, Hencken, Vogel, Montgomery ·
1980: Kerry, Evans, Tonelli, Brooks ·
1984: Carey, Lundquist, Morales, Gaines ·
1988: Berkoff, Schroeder, Biondi, Jacobs ·
1992: Rouse, Diebel, Morales, Olsen ·
1996: Rouse, Linn, Henderson, Hall ·
2000: Krayzelburg, Moses, Crocker, Hall ·
2004: Peirsol, Hansen, Crocker, Lezak ·
2008: Peirsol, Hansen, Phelps, Lezak ·
2012: Grevers, Hansen, Phelps, Adrian ·
2016: Murphy, Miller, Phelps, Adrian  ·
2020: Murphy, Andrew, Dressel, Apple  ·
2024: Xu, Qin, Sun, Pan
- Library of Congress Control Number: n84026634
- SNAC: w6n02k66
- Virtual International Authority File: 30930108
- WorldCat: E39PBJyMb7Q8tdMfkv7J7dp773